# John G. Townsend
John Gillis Townsend, Jr., född 31 maj 1871 i Worcester County, Maryland, död 10 april 1964 i Philadelphia, Pennsylvania, var en amerikansk republikansk politiker och affärsman. Han var Delawares guvernör 1917–1921. Han representerade Delaware i USA:s senat 1929–1941.
Townsend var verksam inom bankbranschen, jordbrukssektorn och industrin i Delaware. Han var ledamot av Delawares representanthus 1901–1903. I guvernörsvalet i Delaware 1916  besegrade han demokraten James H. Hughes. Townsend efterträddes 1921 som guvernör av William Denney.
Townsend besegrade sittande senatorn Thomas F. Bayard Jr. i senatsvalet 1928. Han vann sex år senare mot kongressledamoten Wilbur L. Adams med 53% av rösterna mot 46% för Adams. Townsend ställde upp för omval i senatsvalet 1940 men förlorade mot utmanaren James M. Tunnell.
Townsend var metodist och frimurare. Han gravsattes på Red Men Cemetery i Selbyville.